# 瀋陽無軌電車脫線觸電事故
瀋陽無軌電車脫線觸電事故是發生在1998年8月12日下午15時30分（北京時間），於中國遼寧省瀋陽市，一輛環路無軌電車因為集電桿脫線后接觸高壓電線而造成乘客觸電死亡的重大事故。

## 事故概述
事故地點發生在遼寧省瀋陽市文化路陸軍總院車站，一輛環路無軌電車在本站停車時，集電桿意外脫線（集电头脱离电车触线网），剛好撞擊在附近一條11kV高壓電線路上，造成車體携带高压電。官方報導聲稱五名乘客下車接觸地面時遭电流通过身体而當場身亡，另有九人受傷。

## 後續發展
此次事故導致當地民眾對無軌電車得安全性產生質疑，坊間流傳無軌電車是「殺人車」的說法。儘管有關部門調查結果證實此次事故原因是電業部門違章架設高壓電線導致，但未獲廣泛知曉與理解。最終促成近一年後的1999年6月20日瀋陽市11條無軌電車線路全部废除，改為柴油汽車運行。

## 問題點
- 電業部門違章架設高壓電線
- 瀋陽客運集團經營虧損、經費不足，車輛老化
- 事故车体连接高压电后，乘客擅自下车

## 影響
此前，瀋陽市具有中國第三大規模，歷史近百年的無軌電車系统，此次事故間接導致該市無軌電車被全部废除，而被汙染嚴重的柴油汽車為主取而代之，使民間對政府乃至时任沈阳市市长慕绥新本人產生質疑。慕绥新后来因慕马案于2001年10月10日被判处死刑，缓期两年执行，2002年3月死于肺癌。时任沈阳客运集团公司总经理夏任凡也因贪污罪、挪用公款罪、受贿罪、行贿罪于2003年2月被一审判处死刑，2006年改判死缓。